# Garfield és a hálaadás ünnepe
A Garfield és a hálaadás ünnepe, RTL-es szinkronban: Garfield és barátai: Ünnepnap (eredeti cím: Garfield's Thanksgiving) 1989-ben bemutatott amerikai rajzfilm, amely a Garfield-sorozat tizedik része. Az animációs játékfilm rendezője és producere Phil Roman. A forgatókönyvet Jim Davis és Kim Campbell írta, a zenéjét Ed Bogas és Desirée Goyette szerezte. A tévéfilm a Film Roman Productions, a United Media Productions és a Paws Inc. gyártásában készült.
Amerikában 1989. november 22-én a CBS sugározta. Magyarországon két szinkronos változat is készült belőle, amelyekből az elsőt az MTV2-n 1993. április 23-án, a másodikat az RTL Klubon 2010. november 7-én vetítették le a televízióban.

## Szereplők
| Szereplő              | Eredeti hang    | Magyar hang        | Magyar hang     |
| Szereplő              | Eredeti hang    | MTV2 (1993)        | RTL Klub (2010) |
| --------------------- | --------------- | ------------------ | --------------- |
| Garfield              | Lorenzo Music   | Kerekes József     | Kerekes József  |
| Jon Arbuckle          | Thom Huge       | Pusztaszeri Kornél | Czvetkó Sándor  |
| Odie (Ubul)           | Gregg Berger    | Szűcs Sándor       | saját hangján   |
| Dr. Liz Wilson        | Julie Payne     | Kiss Erika         | Agócs Judit     |
| Nagyi                 | Pat Carroll     | Czigány Judit      | Kassai Ilona    |
| RX2, a beszélő mérleg | Desirée Goyette | Dudás Eszter       | Szórádi Erika   |

## Szinkronstábok
| Beosztás              | 1993                                | 2010             |
| --------------------- | ----------------------------------- | ---------------- |
| Felolvasó             | Kertész Zsuzsa                      | Korbuly Péter    |
| Magyar szöveg         | Bálint Ágnes                        | Borsiczky Péter  |
| Hangmérnök            | Solymosi Ákos                       | Hidvégi Csaba    |
| Rendezőasszisztens    | Rónai Rita                          | Száz Andrea      |
| Vágó                  | –                                   | Horváth István   |
| Gyártásvezető         | Vácz Zsuzsanna                      | Mészáros Szilvia |
| Technikai munkatársak | Áhel László Katona István           | –                |
| Szinkronrendező       | Szalay Éva                          | Ullmann Gábor    |
| Producer              | –                                   | Kovács Zsolt     |
| Szinkronstúdió        | Syinthrate                          | Szinkron Systems |
| Közreműködő           | Demjén Imre vállalkozása Viton Kft. | –                |
| Megrendelő            | MTV2                                | RTL Klub         |

## Betétdalok
| Dal                              | Előadó          |
| -------------------------------- | --------------- |
| Make Thanksgiving One Whole Meal | Lou Rawls       |
| It's a Quiet Celebration         | Desirée Goyette |